# Чемпионат Европы по современному пятиборью среди женщин 2012
XX Чемпионат Европы по современному пятиборью 2012 года проводился в столице Болгарии городе София.

## Результаты
| Дисциплина           | Золото                            | Серебро                        | Бронза                      |
| Индивидуальный зачет | Литва · Лаура Асадаускайте · 5452 | Украина · Ирина Хохлова · 5408 | Украина · Анна Буряк · 5392 |
| Командный зачет      | Россия · 15 856                   | Венгрия · 15 780               | Великобритания · 15 764     |
| Эстафета             | Россия · 5338                     | Польша · 5276                  | Великобритания · 5182       |

СОВРЕМЕННОЕ ПЯТИБОРЬЕ
СОФИЯ (Болгария). Чемпионат Европы. Смешанная эстафета. 10.07.2012 г.
1. Белоруссия — 5936. 2. Литва — 5936. 3. Чехия — 5896… 7. РОССИЯ (Алисэ Фахрутдинова, Панькин) — 5704.
09.07.2012
СОФИЯ (Болгария). Чемпионат Европы
Женщины . Индивидуальные соревнования. 1. Асадайскайте (Литва) — 5452. 2. Хохлова — 5408. 3. Буряк (обе — Украина) — 5392… 5. РИМШАЙТЕ — 5324… 9. ХУРАСЬКИНА — 5280. 10. ГРЕЧИШНИКОВА — 5252… 20. КОЛЕГОВА — 5088.
Команды. 1. РОССИЯ (Гречишникова, Хураськина, Римшайте) — 15 856. 2. Венгрия — 15 780. 3. Великобритания — 15 764.
11.07.2012
СОВРЕМЕННОЕ ПЯТИБОРЬЕ
СОФИЯ (Болгария). Чемпионат Европы. Женщины. Эстафета
1. РОССИЯ (Римшайте, Савченко, Лебедева) — 5338. 2. Польша — 5276. 3. Великобритания — 5182.